# Академічна традиція
Академічна традиція — це історична тяглість академічної культури накопичення знань, їхнього розвитку, впорядкування та передачі від покоління до покоління через практиків та передавачів, тобто дослідників і викладачів дослідницьких інституцій та вищих навчальних закладів. Це складова західного поняття academia, яке не має єдиного відповідника українською і зазвичай передається окремими термінами з різними значеннями: академічна традиція, академічна культура, академічна спільнота, академічні знання тощо.